# Kyo Kusanagi
Kyo Kusanagi (草薙 京 Kusanagi Kyō?) Es un  Personaje ficticio de la serie de videojuegos The King of Fighters de SNK Playmore. Fue introducido por vez primera en la edición de 1994 como el líder del Equipo de Japón. Actualmente está junto con Athena Asamiya. Su nombre y habilidades están vagamente basados en la leyenda de Yamata no Orochi.  Su mejor amigo es Benimaru Nikaido.
Al principio Kyo es presentado como un engreído delincuente estudiante de preparatoria que es el heredero del clan Kusanagi quienes tienen la habilidad de crear y controlar fuego. En el universo KOF, sus antepasados, junto con otros dos clanes fueron los que sellaron a una deidad conocida como Orochi quien planeaba acabar con la raza humana. Debido al pasado de su familia, Kyo pelea contra los enemigos del clan Kusanagi: su acérrimo rival Iori Yagami descendiente del clan Yasakani (aliados de los Kusanagi en el pasado), y los servidores de Orochi, conocidos como el Orochi Haketsushu (Hakkesshu en algunas traducciones). Kyo entra al torneo The King of Fighters junto con Benimaru Nikaido y Goro Daimon formando así el Equipo de Japón. Pelea utilizando las antiguas artes marciales de la escuela Kusanagi combinado con un estilo personal de Kenpo.

## Concepción y creación del personaje
Cuando se estaba diseñando a los personajes para el primer KOF, los desarrolladores querían un nuevo personaje “elegante” que pudiese estar a la par de los personajes principales de "Fatal Fury" y "The Art of Fighting". Originalmente Kyo iba a ser llamado Syo Kirishima  (霧島 翔?) y su vestimenta serían ropas de artes marciales. En las etapas finales del desarrollo, los diseñadores cambiaron su nombre a Kyo Kusanagi para así relacionarlo con la leyenda de Orochi en la cual está basada para primera saga de la serie.
En la edición de 1996 el estilo de pelea de Kyo cambia bastante. Para tranquilizar a los fanes no conformes con el cambio, incluyeron una versión del Kyo que apareció en KOF ‘94 en The King of Fighters ‘97 y una versión del Kyo de KOF ‘95 en el The King of Fighters ‘98 como personajes ocultos, lo cual fue una sensación durante las pruebas.
La idea de tener dos Kyos a la vez llevó al concepto de sus clones. Durante las primeras etapas de desarrollo de The King of Fighters ‘99, SNK había planeado no incluir a Kyo y a Iori en el juego dado que la historia estaría enfocada en el nuevo protagonista, K'. Sin embargo, cambiaron de opinión ya que “no podían dejar a estos dos populares personajes en el limbo”. La apariencia de Kyo fue rediseñada, aunque algunos diseñadores querían dejarlo con su clásico uniforme escolar. Cuando estaban cerca del final de la producción, los miembros del personal estaban indecisos sobre cual uniforme de los clones de Kyo debían usar. Al final, decidieron hacer dos clones. Lo mismo ocurrió durante el desarrollo de The King of Fighters 2002, los diseñadores crearon otro clon de Kyo llamado únicamente KUSANAGI para incluir el diseño con su uniforme escolar.
Las repetidas apariciones de Kyo en la serie se deben al marketing y a la insistencia de los principales desarrolladores en incluir a Kyo, Iori y a otros personajes regulares, haciendo así todo un reto decidir la historia de cada título. Junto con su rival, Iori, Kyo ha sido señalado por muchos de los diseñadores del juego como uno de los personajes más difíciles de ilustrar debido a la popularidad entre sus fanes.
Originalmente la novia de Kyo, Yuri, no sería conceptualizada, ya que la primera vez que se le mencionó en la historia fue en el perfil de Kyo como su posesión más preciada. La inclusión de Yuri al perfil de Kyo fue hecha por uno de los programadores como una broma debido a la popularidad que tenía Kyo entre las mujeres seguidoras de KOF.

## Atributos
Kyo es una persona con un gran exceso de confianza, pero bien intencionada, más interesado en disfrutar de la vida y no tener responsabilidades. Rechaza rápidamente temas que no le interesan y frecuentemente hace las cosas con una actitud apática. Él atesora a sus amigos y a su familia, disfruta de su presencia y sobre todo de su novia, Athena Asamiya. Su fuerte sentido de la justicia y su entusiasmo por enfrentar oponentes fuertes son lo que él cree, le llevarán a cumplir su destino. Kyo entra en la mayoría de las entregas de KOF representando al equipo de Japón, el cual es inicialmente compuesto por él, Benimaru Nikaido y Goro Daimon. Durante las peleas, Kyo usa las antiguas artes marciales de la escuela Kusanagi (草薙流古武術 Kusanagi Ryu Kobujutsu), en el cual ataca a sus oponentes usando fuego junto con una combinación de varios golpes.
Kyo es uno de los últimos miembros del Clan Kusanagi que pueden crear fuego. Hace 660 años, los clanes Kusanagi y Yasakani fueron aliados. Sin embargo, debido a su ambición de poder, los Yasakani hicieron un pacto con Orochi para obtener más poder. Desde entonces, los clanes han compartido un gran odio y ha habido bajas de ambos bandos. Aun así, su rivalidad con Iori es un odio mutuo que no fue impulsada por la historia de sus clanes. Cuando ellos unen fuerzas, lo hacen a regañadientes y únicamente como último recurso para resolver el conflicto en mano. Kyo toma las responsabilidades de su clan a un nivel más personal, haciendo de lado antiguas leyendas y eventos predestinados como motivo de sus acciones. Kyo aparece en cada entrega del juego, siendo interpretada su voz por Masahiro Nonaka, actor de voz japonés.

## Apariciones

### En Videojuegos
En el primer videojuego de The King of Fighters, Kyo inicia en el famoso torneo como el líder del Equipo de Japón compuesto por él, Benimaru Nikaido y Goro Daimon. El Equipo de Japón se levanta como el vencedor y derrota al organizador Rugal Bernstein. En la siguiente entrega, el equipo de Japón se enfrenta de nuevo a Rugal y al padre de Kyo, Saisyu, cuya mente estaba siendo controlada por Rugal. Kyo logra salvar a su padre y Rugal muere consumido por el poder de Orochi que no pudo controlar. Previo a los eventos de KOF ’96, uno de los llamados “Cuatro Reyes Celestiales” del Orochi Haketsushu, Goenitz, derrota fácilmente a Kyo, provocando que el actual organizador, Chizuru Kagura, intente unir a Kyo y a Iori para vencer a Goenitz y su ambición de liberar a Orochi de la misma forma en que sus ancestros lo hicieron alguna vez. En KOF ‘97, Kyo enfrenta a los tres restantes Reyes Celestiales y finalmente al propio Orochi quien se manifiesta en el cuerpo de Chris. Sin embargo, la combinación de Kyo e Iori logra vencerlo y Chizuru se encarga de sellarlo nuevamente. En KOF ’98 Kyo vuelve a aparecer como personaje seleccionable junto con una versión del Kyo del ’95 como personaje oculto.
En The King of Fighters ‘99 Kyo aparece como personaje oculto y sin equipo. En la historia, Kyo es secuestrado por la organización NESTS después de la batalla contra Orochi y usan su ADN para hacer clones de él. Kyo logra escapar y buscando venganza de sus captores llega a una base donde se encontraba Krizalid. Dependiendo de los puntos que consiga el jugador, puede obtener una pelea extra contra Kyo al final. Kyo continua su pelea solo contra NESTS en el KOF 2000 y para KOF 2001 se reúne con sus antiguos compañeros de equipo, Benimaru y Goro, además de su discípulo, Shingo Yabuki. En KOF 2002 Kyo vuelve a ser un personaje seleccionable con el Equipo de Japón original.
En KOF 2003, Chizuru pide a Kyo y a Iori que hagan equipo para investigar extraños hechos a rededor del sello de Orochi. Al final, tras vencer a Mukai, Ash Crimson aparece y roba los poderes de Chizuru. En la siguiente entrega, Kyo e Iori se unen de nuevo ahora con Shingo en lugar de Chizuru para detener a Ash. Sin embargo la creciente presencia de Orochi hace a Iori entrar en “Disturbio de la Sangre” y derrota a Kyo y a Shingo. Ash aprovecha la oportunidad para robar los poderes de Iori. En KOF XII Kyo aparece como personaje seleccionable y como todos los demás sin equipo, este juego es considerado un “Dream Match” al igual que KOF ‘98 y KOF 2002 por lo que no tiene historia. Kyo aparece de nuevo el KOF XIII donde Ash explica el porqué de sus acciones y desaparece, Iori aparece frente a Kyo de nuevo con sus llamas púrpuras.
Hubo un juego de rol (RPG) de nombre The King of Fighters: Kyo que se sitúa entre KOF ‘96 y KOF ‘97 en el cual Kyo viaja a varias partes del mundo tratando de rescatar a su novia Yuki.
Kyo también aparece en los spin-offs de KOF Neo Wave y Maximum Impact. En Maximum Impact 2 también se puede seleccionar con su clásico uniforme escolar. En el spin-off The King of Fighters EX: Neo Blood, Moe Habana, heredera de uno de los diez tesoros sagrados (a diferencia de tres que aparecen en la serie principal), encuentra a Kyo seriamente herido por la batalla contra Orochi y lo ayuda a recuperarse para después unirse a él y a Benimaru para participar en el torneo patrocinado por Geese Howard. En la secuela, The King of Fighters EX2: Howling Blood, Reiji Ogami, otro miembro de los diez tesoros sagrados, le pide a Kyo unirse a él para detener a Gustav Munchausen quien intenta revivir a Goenitz en el cuerpo de Amou Shinobu, un miembro más de los diez tesoros sagrados.
Kyo también ha aparecido en otros juegos además de la serie KOF como Sky Stage y su secuela Neo Geo Heroes: Ultimate Shooting. También aparece en los crossover Neo Geo Battle Coliseum en su traje de KOF ‘99 y en los tres crossovers con Capcom (CvS, CvS2 y SvC Chaos) usando su atuendo de KOF ‘95 . También aparece en versiones móviles de KOF y el simulador de citas Days of Memories. Así mismo, hace cameos en otros juegos de SNK.

#### Metal Slug Defense
En la actualización de febrero de 2015, Kyo Kusanagi aparece como un personaje jugable, llegando aparecer por primera vez en un juego de Metal Slug, aquí conserva su aspecto original desde que apareció por primera vez sin embargo sus sprites llegan a ser de tamaño pequeño para coincidir con el tamaño similar de los demás personajes utiliza sus llamas como técnica de ataque y su técnica especial de lanzar su gran llama.

### Medios impresos
Kyo aparece en diversidad de mangas, que son adaptaciones del videojuego, como son: The King of Fighters: Kyo (adaptación del juego del mismo nombre y que se sitúa entre KOF '95 y KOF '96) de Natsumoto Masato, Los Manhua (Comic Chino) de Andy Seto los cuales se caracterizan por alterar mucho la historia, con argumentos que contradicen datos o la misma mostrada por SNK, sin embargo, varias de estas publicaciones han tenido tal éxito que son la fuente de la mayoría de los fanfics referentes a Kyo. Existen además un sinnúmero de fanfics de KOF que presentan historias cómicas, supuestas explicaciones o complementos a la historia principal, historias paralelas, etc. También aparece en novelas ligeras escritas por el afamado escritor Akihiko Ureshino, quien es también el encargado de los argumentos y perfiles de muchos personajes en KOF además de estar encargado del desarrollo, historia y perfiles de personajes propiedad de SNK (Ahora SNK Playmore), sus novelas podrían ser las más acercadas a lo oficial, también es el escritor de la novela alternativa KOF Ex Neo Blood.

### TV y cine
En 2005 se lanzó un ONA (Original Net Animation) llamado The King of Fighters: Another Day que constaba de cuatro episodios de aproximadamente 8 minutos cada uno y que se hizo como parte de la publicidad por el lanzamiento de KOF Maximum Impact 2. Kyo apareció en el episodio cuatro titulado “All Over” en donde pelea contra Alba Meira.
Debido a la fama de la franquicia KOF, el productor y director chino Gordon Chan, hizo en 2010 la película Live-action titulada “The King of Fighters” con Sean Faris como Kyo Kusanagi. Dada mala fama que tienen las películas basadas en videojuegos, los fanes no esperaban mucho de esta entrega y muchos de ellos manifestaron su descontento en que un actor estadounidense interpretara al afamado Kyo.
En 2017 se lanzó la serie CGI The King of Fighters: Destiny con Kyo como uno de los dos protagonista de la serie junto a Terry Bogard.

## Trivia
Los desarrolladores decidieron hacer que el poder principal de Kyo fuera el fuego así como las habilidades de los otros miembros del Equipo de Japón que estaban inspirados en el anime Getter Robo. Adicionalmente, los tres miembros del equipo tenían personalidades similares a la de los protagonistas del anime. Kyo fue basado en el personaje principal quien tenía una personalidad “ardiente”. Los elementos y personalidades fueron también un homenaje a una frase japonesa de cómo se creó el fuego, cuya traducción aproximada sería: El rayo golpea la tierra con lo que se enciende el fuego.
Durante algún tiempo SNK recibió críticas por parte de los Fanes, debido a las constantes comparaciones entre la historia que manejó durante la Saga de Yamata no Orochi, esto debido a unas supuestas similitudes con la historia del anime Blue Seed, cabe mencionar que tanto la saga de Orochi de KOF y Blue Seed son historias basadas en una leyenda japonesa de la serpiente de ocho cabezas llamada Yamata no Orochi la cual ha servido como base para otras tantas historias como Kanazuki no Miko, aun así este fue tema en gran cantidad de foros hispanos, esto no radica totalmente en el hecho de utilizar la misma leyenda, eso fue factor de muchas críticas por parte de algunos fanes.
En KOF 2002, como personaje oculto esta Kusanagi, pero, En KOF 2003 aparece creado por Chizuru. El éxito de este hizo que se incorporara a la nueva saga.
Según la conversación que tiene contra Athena Asamiya en KOF XIII, Kyo suele bromear con ella sobre utilizar un uniforme escolar a su edad.
En el juego Project Justice (de la serie Rival Schools) de Capcom se tiene al escenario Gorin Dome en el que se muestra en uno de sus tableros, los cuales se encuentran alrededor de ese domo-estadio multifuncional, un promocional del videojuego "Capcom vs Snk: Millenium Fight 2000" y en él se puede notar un cameo tanto de Ryu, por parte de Capcom, como de Kyo Kusanagi, por parte de SNK.

## SNK Gales Fighters
Aparece como cameo de Yuki y Miss X.
Se ha infiltrado para verificar si Miss X es Yagami y lucha contra ella siendo el perdedor pero en un descuido la atrapa. Hay una imagen en el juego donde abraza a Miss X mientras ella tiembla, esta imagen aparece cuando derrotas a Miss X.

## Música
- Esaka?
- Funky Esaka-Kof 95
- Esaka?-Kof 96 y Kof 98
- Esaka forever-Kof 97 y CVS Millenium Battle
- Tears-Kof 99 y Kof 2002
- Good bye esaka-Kof 00 y Kof XIII como Kyo EX
- Inner shide-Solo en Kof ex neo blood
- Flame of invincibility-Kof 2001
- Blaze-Kof 03
- New Order-Kof XI
- Esaka continues-Kof XIII
- Yappari Esaka-Kof XIV